# Pedro González-Rubio
Pedro González-Rubio (Bruselas, ciudad de Bélgica; 4 de noviembre de 1976) es un director mexicano, conocido por sus trabajos en el género documental.

## Biografía
Nacido en 1976 en Bruselas, Bélgica, estudió comunicación y luego cine en la London Film School. Trabajó como asistente, fotógrafo, editor y director de documentales, comerciales, spots y clips.

## Primeros trabajos
En 2005 codirigió su primer documental, Toro Negro, que participó en la primera gira Ambulante y obtuvo el premio Horizontes en San Sebastián y el premio al mejor documental en los festivales de cine de Morelia y La Habana. Su segundo documental, también codirigido, Common Ground (2007), sigue el trabajo del director mexicano Alejandro González Iñarritu durante el rodaje de Babel. En 2009, dirigió Alamar, que ganó más de 15 premios internacionales, incluido el Tiger Award en el Festival de Róterdam. Inori (2012), producida por la cineasta Naomi Kawase, le valió el Leopardo de Oro en la sección Cineastas del Presente del Festival de Locarno. En 2014 dirigió en Costa Rica el documental Icaros, con el que formó parte de la selección oficial del festival Visions du Reel de Suiza. También ha trabajado como fotógrafo en varios proyectos rodados en México, África, Europa y Estados Unidos. En 2018 completó dos documentales: Antígona (2018), el primero filmado en la Ciudad de México, el lugar donde creció, y Tierra Mía (2018), un documental dedicado a Puebla y sus habitantes.

## Filmografía

### Director
- Toro negro (2005)
- Alamar (2009)
- Inori (2012)
- Ícaros (2014)
- Antígona (2018)
- Tierra mía (2018)